# Prunus lycioides
Prunus lycioides är en rosväxtart som först beskrevs av Édouard Spach, och fick sitt nu gällande namn av C. K. Schneider. Prunus lycioides ingår i släktet prunusar, och familjen rosväxter. Inga underarter finns listade i Catalogue of Life.